# Johan Lange
Johan Martin Christian Lange, född 20 mars 1818 på Østedgaard vid Fredericia, död 8 april 1898 i Köpenhamn, var en dansk botaniker.
Lange blev 1836 student, var 1846–1848 lektor vid Sorø Akademi, erhöll 1851 anställning som bibliotekarie vid Botanisk Have i Köpenhamn och blev 1856 direktör för densamma. Han ledde dess förflyttning och omorganisation, men blev likväl godtyckligt avlägsnad 1876. Däremot var han lärare vid Landbohøjskolen 1858–1893. 
Langes arbeten var övervägande floristiska och systematiska, men hör även till de mest framstående i sin art. Hans huvudarbete, Haandbog i den danske flora (1851; fjärde upplagan 1886–1888), är baserat på omfattande resor runt om i Danmark. År 1857 fick han i uppdrag att fortsätta utgivandet av "Flora danica", utgav 1859–1883 nio häften och avslutade 1887 hela verket med en totalöversikt, Nomenclator. I "Meddelelser fra Grønland" (tre band, 1880–1887) författade han en översikt av Grönlands flora (avslutad av andra forskare 1894), och som resultat av en resa i Spanien och Frankrike 1851–1853 utgav han 1860–1865 ett par mindre avhandlingar över nya, särskilt spanska växter samt tillsammans med Heinrich Moritz Willkomm Prodromus floræ Hispaniæ (1861–1880). Hans sista arbete var Revisio specierum generis Cratægi ("Oversigt over de i Danmark haardføre arter af hvidtjørnslægten", 1897). Han var 1840 en bland stiftarna av Botanisk Forening och lämnade i dess "Meddelelser" många avhandlingar. Han blev 1865 medlem av Videnskabernes Selskab, 1877 hedersdoktor vid Uppsala universitet och 1888 ledamot av Vetenskapssocieteten i Uppsala.
Auktorsnamnet Lange kan användas för Johan Lange i samband med ett vetenskapligt namn inom botaniken; se Wikipediaartiklar som länkar till auktorsnamnet.

## Utmärkelser
- Riddare av Dannebrogorden,  1874[3]
- Dannebrogsmännens hederstecken,  1883[3]
- Kommendör av Dannebrogorden,  1893[3]

[Redigera Wikidata]